# Pallavolo Loreto
Pour les articles homonymes, voir Loreto.
Le club de volley-ball masculin de Loreto (et qui a changé plusieurs fois de nom en raison de changements de sponsors principaux) évolue au deuxième niveau national (Serie A2).

## Palmarès
Néant

## Entraîneurs
- 2002-2006 :  Alberto Giuliani

## Effectif de la saison en cours
Entraîneur : Luca Moretti  Italie ; entraîneur-adjoint : Simone Mencaccini  Italie
| No | Nom                        | Taille | Nationalité  |
| -- | -------------------------- | ------ | ------------ |
| 1  | Raphael Thiago De Oliveira | 1,96   | Brésil       |
| 2  | Christian Dunnes           | 2,07   | Allemagne    |
| 3  | Francesco Giordano         | 1,75   | Italie       |
| 5  | Manuele Cricca             | 2,00   | Italie       |
| 6  | Andrea Cesarini            | 1,87   | Italie       |
| 7  | Massimo Gatto              | 1,90   | Italie       |
| 8  | Janis Peda                 | 1,98   | Lettonie     |
| 9  | Marco Massaccesi           | 1,92   | Italie       |
| 10 | Marco Visentin             | 1,96   | Italie       |
| 11 | Gianluca Durante           | 1,95   | Italie       |
| 12 | Alessio Andreani           | 1,95   | Italie       |
| 13 | Ihosvany Hernandez         | 2,01   | Italie/ Cuba |
| 14 | Matteo Paoletti            | 2,03   | Italie       |
| 15 | Michele Parusso            | 1,97   | Italie       |
| 16 | Walter Biagiola            | 1,92   | Italie       |